# Torneo NSFL Tackle Élite 2016
Il Torneo NSFL Tackle Élite 2016 è stato la 12ª edizione del campionato di football americano di prima squadra, organizzato dalla NSFL.
Gli Yverdon Ducs non hanno partecipato per carenza di giocatori.

## Squadre partecipanti
| Club                | Città           | Stadio | Sponsor ufficiale | Risultato nella stagione 2015  |
| ------------------- | --------------- | ------ | ----------------- | ------------------------------ |
| Geneva Seahawks     | Ginevra         |        |                   | Vicecampioni NSFL Tackle Élite |
| Geneva Whoppers     | Plan-les-Ouates |        |                   | Campioni NSFL Tackle Élite     |
| Lausanne LUCAF Owls | Losanna         |        |                   | Terzo posto NSFL Tackle Élite  |
| Monthey Rhinos      | Monthey         |        |                   | Quarto posto NSFL Tackle Élite |
| Morges Bandits      | Morges          |        |                   | Sesto posto NSFL Tackle Élite  |
| Riviera Saints      | Vevey           |        |                   | Quinto posto NSFL Tackle Élite |

## Stagione regolare

### Calendario

#### 1ª giornata
| Monthey 4 settembre 2016, ore 10:00 CEST | Lausanne LUCAF Owls | 12 – 26 | Geneva Whoppers |  |

| Monthey 4 settembre 2016, ore 12:30 CEST | Geneva Seahawks | 0 – 36 | Morges Bandits |  |

| Monthey 4 settembre 2016, ore 15:00 CEST | Monthey Rhinos | 30 – 0 | Riviera Saints |  |

#### 2ª giornata
| Ginevra 11 settembre 2016, ore 10:00 CEST | Geneva Whoppers | 12 – 20 | Monthey Rhinos |  |

| Ginevra 11 settembre 2016, ore 12:30 CEST | Morges Bandits | 6 – 12 | Lausanne LUCAF Owls |  |

| Ginevra 11 settembre 2016, ore 15:00 CEST | Geneva Seahawks | 18 – 14 | Riviera Saints |  |

#### 3ª giornata
| Plan-les-Ouates 17 settembre 2016, ore 13:00 CEST | Geneva Whoppers | 13 – 27 | Morges Bandits |  |

| Plan-les-Ouates 18 settembre 2016, ore 11:00 CEST | Geneva Seahawks | 10 – 3 | Monthey Rhinos |  |

| Plan-les-Ouates 18 settembre 2016, ore 14:00 CEST | Lausanne LUCAF Owls | 48 – 14 | Riviera Saints |  |

#### 4ª giornata
| Morges 25 settembre 2016, ore 10:00 CEST | Geneva Seahawks | 16 – 30 | Geneva Whoppers |  |

| Morges 25 settembre 2016, ore 12:30 CEST | Monthey Rhinos | 0 – 33 | Lausanne LUCAF Owls |  |

| Morges 25 settembre 2016, ore 15:00 CEST | Morges Bandits | 34 – 6 | Riviera Saints |  |

#### 5ª giornata
| Losanna 2 ottobre 2016, ore 10:00 CEST | Monthey Rhinos | 0 – 33 | Morges Bandits |  |

| Losanna 2 ottobre 2016, ore 12:30 CEST | Riviera Saints | 21 – 28 | Geneva Whoppers |  |

| Losanna 2 ottobre 2016, ore 15:00 CEST | Lausanne LUCAF Owls | 32 – 0 | Geneva Seahawks |  |

#### 6ª giornata
Giornata annullata.

### Classifica
La classifica della regular season è la seguente:
- PCT = percentuale di vittorie, G = partite giocate, V = partite vinte, N = partite pareggiate, P = partite perse, PF = punti fatti, PS = punti subiti
- La qualificazione ai playoff è indicata in verde

| Pos. | Squadra             | PCT  | G | V | N | P | PF  | PS  |
| ---- | ------------------- | ---- | - | - | - | - | --- | --- |
| 1    | Lausanne LUCAF Owls | .800 | 5 | 4 | 0 | 1 | 137 | 46  |
| 2    | Morges Bandits      | .800 | 5 | 4 | 0 | 1 | 136 | 31  |
| 3    | Geneva Whoppers     | .600 | 5 | 3 | 0 | 2 | 109 | 96  |
| 4    | Monthey Rhinos      | .400 | 5 | 2 | 0 | 3 | 53  | 88  |
| 5    | Geneva Seahawks     | .400 | 5 | 2 | 0 | 3 | 58  | 101 |
| 6    | Riviera Saints      | .000 | 5 | 0 | 0 | 5 | 55  | 158 |

## Playoff

### Tabellone
|  | Semifinali          | Semifinali          | Semifinali          |                     |                | XII NSFL Bowl        | XII NSFL Bowl        | XII NSFL Bowl        |  |
|  |                     |                     |                     |                     |                |                      |                      |                      |  |
|  | Morges Bandits      | Morges Bandits      | 33                  |                     |                |                      |                      |                      |  |
|  | Morges Bandits      | Morges Bandits      | 33                  |                     |                |                      |                      |                      |  |
|  | Geneva Whoppers     | Geneva Whoppers     | 6                   |                     |                |                      |                      |                      |  |
|  | Geneva Whoppers     | Geneva Whoppers     | 6                   |                     | Morges Bandits | Morges Bandits       | 0                    |                      |  |
|  |                     |                     |                     |                     | Morges Bandits | Morges Bandits       | 0                    |                      |  |
|  |                     |                     | Lausanne LUCAF Owls | Lausanne LUCAF Owls | 40             |                      |                      |                      |  |
|  | Lausanne LUCAF Owls | Lausanne LUCAF Owls | Lausanne LUCAF Owls | Lausanne LUCAF Owls | 40             | 27                   |                      |                      |  |
|  | Lausanne LUCAF Owls | Lausanne LUCAF Owls |                     |                     |                | 27                   |                      |                      |  |
|  | Monthey Rhinos      | Monthey Rhinos      | 8                   |                     |                | Finale 3º - 4º posto | Finale 3º - 4º posto | Finale 3º - 4º posto |  |
|  | Monthey Rhinos      | Monthey Rhinos      | 8                   |                     |                |                      |                      |                      |  |
|  |                     |                     |                     |                     |                |                      |                      |                      |  |
|  |                     |                     |                     |                     |                | Geneva Whoppers      | Geneva Whoppers      | 12                   |  |
|  |                     |                     |                     |                     |                | Geneva Whoppers      | Geneva Whoppers      | 12                   |  |
|  |                     |                     |                     |                     |                | Monthey Rhinos       | Monthey Rhinos       | 19                   |  |

### Semifinali
| Monthey 16 ottobre 2016, ore 11:00 CEST | Morges Bandits | 33 – 0 | Geneva Whoppers |  |

| Monthey 16 ottobre 2016, ore 14:00 CEST | Lausanne LUCAF Owls | 27 – 8 | Monthey Rhinos |  |

### Finale 3º - 4º posto
| Plan-les-Ouates 23 ottobre 2016, ore 12:00 CEST | Geneva Whoppers | 12 – 19 | Monthey Rhinos |  |

### XII NSFL Bowl
| Plan-les-Ouates 23 ottobre 2016, ore 15:00 CEST | Lausanne LUCAF Owls | 40 – 0 | Morges Bandits |  |

## Verdetti
- Lausanne LUCAF Owls Campioni NSFL Tackle Élite 2016